# Scytalopus latrans
Scytalopus latrans е вид птица от семейство Rhinocryptidae.

## Разпространение
Видът е разпространен във Венецуела, Еквадор, Колумбия и Перу.